# Le Monde Merveilleux de Mickey
Mickey et ses amis : Top Départ ! La Maison magique de Mickey
Le Monde Merveilleux de Mickey (The Wonderful World of Mickey Mouse) est une série télévisée d'animation créée par Paul Rudish, diffusée depuis 18 novembre 2020 sur la plateforme Disney+ aux États-Unis et en France. 
Ce 18 novembre marque les 92 ans de Mickey, l'occasion pour Disney de sortir une nouvelle série sur la souris. Elle fait suite à la série Mickey Mouse qui était diffusée entre 2013 et 2018 sur Disney Channel. On y retrouve Mickey, Minnie, Donald, Dingo et Daisy, reprenant le thème burlesque des courts-métrages produits entre 1928 et 1953 dans un design modernisé et hyper-stylisée,.
La première saison a été diffusée en deux parties, d'abord du 18 novembre 2020 au 18 décembre 2020 puis une deuxième partie diffusée du 28 juillet 2021 au 25 août 2021,.
A l'occasion des 93 ans de Mickey le 18 novembre 2021, Disney annonce le renouvellement de la série avec une saison 2 qui diffusera quatre longs épisodes sur le thème des saisons. Le premier est consacré à l'hiver et se nomme L'Hiver merveilleux de Mickey et est diffusé le 18 février 2022,.
Le 28 juillet 2023, la série se termine avec un épisode final nommé Steamboat Silly, hommage au court métrage d'animation Steamboat Willie qui avait donné naissance à la carrière de Mickey.

## Fiche technique
Informations provenant de l'Internet Movie Database :
- Titre : Le Monde Merveilleux de Mickey
- Réalisation : Eddie Trigeros, Mike Bell, Jason Reicher et Ryan Gillis
- Scénario : Darrick Bachman, Paul Rudish, Eddie Trigeros, Mike Bell, Tara Billinger, Leanna Dindal, Brianne Drouhard, Kristen Morrison, Jason Reicher et Ricky Roxburgh
- Storyboard : Kristen Morrison, Mike Bell, Tara Billinger, Brianne Drouhard, Jason Reicher et Sabrina Alberghetti
- Animation : Charlene Moncrief (directeur de l’animation)
- Compositeur : Christopher Willis
- Production : Paul Rudish
- Société de production : Walt Disney Animation Studios
- Société de distribution : Disney+
- Pays :  États-Unis
- Langue : anglais
- Durée : 8 min
- Date de première diffusion :  États-Unis : 18 novembre 2020

## Distribution

### Voix originales
Voix originales provenant de l'Internet Movie Database :
- Chris Diamantopoulos : Mickey Mouse
- Kaitlyn Robrock (en) : Minnie Mouse
- Bill Farmer : Dingo / Pluto
- Tony Anselmo : Donald Duck
- Tress MacNeille : Daisy Duck
- Jim Cummings : Pat Hibulaire
- Corey Burton : Ludwig Von Drake
- April Winchell : Clarabelle Cow

### Voix françaises
- Laurent Pasquier : Mickey Mouse
- Sylvain Caruso : Donald Duck / Pluto
- Emmanuel Curtil : Dingo
- Marie-Charlotte Leclaire : Minnie Mouse
- Sybille Tureau : Daisy Duck
- Alain Dorval : Pat Hibulaire
- Jean-Claude Donda : Ludwig Von Drake
- Évelyne Grandjean : Clarabelle Cow
- Jean-Philippe Puymartin : Pluto
- Xavier Fagnon, Michel Mella : voix additionnelles
- Studio : Dubbing Brothers[11] ; Direction artistique : Barbara Tissier et Vanina Pradier ; Direction musicale : Claude Lombard ; Adaptation : Nadine Delanoë et Sophie Deschaumes

## Liste des épisodes
| Saison | Saison | Épisodes | Diffusion Disney+ | Diffusion Disney+ |
| Saison | Saison | Épisodes | Début             | Fin               |
| ------ | ------ | -------- | ----------------- | ----------------- |
|        | 1      | 20       | 18 novembre 2020  | 25 août 2021      |
|        | 2      | 4        | 18 février 2022   | 18 novembre 2022  |

### Saison 1 (2020-2021)
| №  | Titre français | Titre original          | Réalisation     | Scénario                                                                                     | Date diffusion Disney+ | Code production. |
| -- | --- | ----------------------- | --------------- | -------------------------------------------------------------------------------------------- | ---------------------- | ---------------- |
| 1  | Le Convoi de fromages | Cheese Wranglers        | Eddie Trigueros | Darrick Bachman, Leanna Dindal, Kristen Morrison, Paul Rudish, Eddie Trigueros               | 18 novembre 2020       | 101              |
| 1  | Minnie engage Mickey Mouse,le meilleur dresseur de fromages de l'ouest, pour escorter son convoi de meules en ville, accompagné de Donald et Dingo pour l'aider. Mais ils doivent faire attention au célèbre voleur, Pat Hibulaire.                                  |                         |                 |                                                                                              |                        |                  |
|    | |                         |                 |                                                                                              |                        |                  |
| 2  | La Maison de demain | House of Tomorrow       | Jason Reicher   | Darrick Bachman, Tara Billinger, Leanna Dindal, Jason Reicher, Paul Rudish                   | 18 novembre 2020       | 102              |
| 2  | Alors que le professeur Ludwig von Drake présente sa nouvelle invention, la maison du futur. Mickey, Donald et Dingo impatients vont s'y faufiler pour la tester. Mais l'intelligence artificielle n'est pas encore tout à fait au point...                          |                         |                 |                                                                                              |                        |                  |
|    | |                         |                 |                                                                                              |                        |                  |
| 3  | Le Cachet anti-puce | Hard to Swallow         | Eddie Trigueros | Darrick Bachman, Leanna Dindal, Kristen Morrison, Paul Rudish, Eddie Trigueros               | 27 novembre 2020       | 103              |
| 3  | Mickey essaie de faire manger à Pluto, son cachet ainti-puce. Mais ce dernier n'est pas très coopérant alors qu'il est la cible d'une armée de puces... |                         |                 |                                                                                              |                        |                  |
|    | |                         |                 |                                                                                              |                        |                  |
| 4  | L'École des poissons | School of Fish          | Jason Reicher   | Darrick Bachman, Tara Billinger, Leanna Dindal, Jason Reicher, Paul Rudish                   | 27 novembre 2020       | 104              |
| 4  | Mickey doit envoyer son poisson rouge, Globule à l'école, mais étant trop protecteur envers lui, il va commencer à le suivre partout à l'école ce qui va avoir tendance à énerver le poisson.                                                                        |                         |                 |                                                                                              |                        |                  |
|    | |                         |                 |                                                                                              |                        |                  |
| 5  | La Soirée roller disco | Keep on Rollin          | Eddie Trigueros | Darrick Bachman, Leanna Dundal, Kristen Morrison, Paul Rudish, Eddie Trigueros               | 4 décembre 2020        | 105              |
| 5  | Alors que Mickey et ses amis décident d'aller à la soirée Roller Disco, elle sera interrompue par l'arrivée de Pat Hibulaire et sa bande. |                         |                 |                                                                                              |                        |                  |
|    | |                         |                 |                                                                                              |                        |                  |
| 6  | Le Grand gentil loup | The Big Good Wolf       | Jason Reicher   | Darrick Bachman, Tara Billinger, Leanna Dindal, Jason Reicher, Paul Rudish                   | 4 décembre 2020        | 106              |
| 6  | Mickey va tenter de faire du Grand Méchant Loup, un être très gentil; mais il va très vite s’apercevoir que ce n'est pas gagné. |                         |                 |                                                                                              |                        |                  |
|    | |                         |                 |                                                                                              |                        |                  |
| 7  | Le Brave petit écuyer | The Brave Little Squire | Mike Bell       | Darrick Bachman, Mike Bell, Leanna Dindal, Brianne Drouchard, Ricky Roxburgh, Paul Rudish    | 11 décembre 2020       | 107              |
| 7  | Mickey, qui rêve d'être chevalier, va devenir le nouvel écuyer du chevalier Mortimer; mais va très vite découvrir que la réputation de son nouveau patron est surfaite.                                                                                              |                         |                 |                                                                                              |                        |                  |
|    | |                         |                 |                                                                                              |                        |                  |
| 8  | Complot romantique | An Ordinary Date        | Eddie Trigueros | Darrick Bachman, Leanna Dindal, Kristen Morrison, Paul Rudish, Eddie Trigueros               | 11 décembre 2020       | 108              |
| 8  | Mickey et Minnie vont essayer, chacun de leur côté, de transformer leur dîner en amoureux en un dîner original et excitant mais cela ne va pas se passer comme prévu.                                                                                                |                         |                 |                                                                                              |                        |                  |
|    | |                         |                 |                                                                                              |                        |                  |
| 9  | La Course au barbecue | Supermarket Scramble    | Mike Bell       | Darrick Bachman, Leanna Dindal, Brianne Drouchard, Paul Rudish, Eddie Trigueros              | 18 décembre 2020       | 109              |
| 9  | Mickey et ses amis décident de faire un barbecue, mais ils doivent commencer par faire les courses dans le supermarché du coin et la tâche va être plus compliquée que prévu.                                                                                        |                         |                 |                                                                                              |                        |                  |
|    | |                         |                 |                                                                                              |                        |                  |
| 10 | Rien que nous quatre | Just the Four of Us     | Mike Bell       | Darrick Bachman, Mike Bell, Leanna Dindal, Brianne Drouchard, Paul Rudish                    | 18 décembre 2020       | 110              |
| 10 | Donald et Daisy mentent pour éviter un double rendez-vous avec Mickey et Minnie mais ils ne se doutent pas que leurs amis sont très collants. |                         |                 |                                                                                              |                        |                  |
|    | |                         |                 |                                                                                              |                        |                  |
| 11 | Les Invités fantômes | Houseghoste             | Ryan Gillis     | Darrick Bachman, Leanna Dindal, Ryan Gillis, Paul Rudish                                     | 28 juillet 2021        | 111              |
| 11 | Alors que des fantômes se retrouvent sans maison, Mickey, le cœur sur la main, décide de les héberger chez lui; mais il va très vite regretter son geste. |                         |                 |                                                                                              |                        |                  |
|    | |                         |                 |                                                                                              |                        |                  |
| 12 | Le Refuge enchanté | The Enchanting Hut      | Jason Reicher   | Darrick Bachman, Tara Billinger, Leanna Dindal, Jason Reicher, Paul Rudish                   | 28 juillet 2021        | 112              |
| 12 | Alors que Mickey et Minnie tentent de construire un abri sur une île paradisiaque, une tempête menaçante va mettre à mal leurs plans. |                         |                 |                                                                                              |                        |                  |
|    | |                         |                 |                                                                                              |                        |                  |
| 13 | Duo à succès | Duet for Two            | Eddie Trigueros | Darrick Bachman, Leanna Dindal, Kristen Morrison, Paul Rudish, Eddie Trigueros               | 4 août 2021            | 113              |
| 13 | Mickey et Minnie décident de chanter dans la rue pour donner du bonheur aux gens, mais un manager peu scrupuleux veut en profiter. |                         |                 |                                                                                              |                        |                  |
|    | |                         |                 |                                                                                              |                        |                  |
| 14 | L’Oiseau rare | Birdwatching            | Mike Bell       | Darrick Bachman, Mike Bell, Leanna Dindal, Brianne Drouchard, Paul Rudish                    | 4 août 2021            | 114              |
| 14 | Pour finir sa collection de photos d'oiseaux, Minnie doit en photographier encore un qui se trouve en trop haute attitude pour l'atteindre. Mickey va tenter de le faire, mais va se trouver très vite en situation périlleuse et Minnie devra essayer de le sauver. |                         |                 |                                                                                              |                        |                  |
|    | |                         |                 |                                                                                              |                        |                  |
| 15 | Service d’hôtel | Bellboys                | Jason Reicher   | Darrick Bachman, Tara Billinger, Leanna Dindal, Jason Reicher, Paul Rudish                   | 11 août 2021           | 115              |
| 15 | Mickey et ses amis Dingo et Donald gèrent un hotel délabré et doivent relancer les affaires. |                         |                 |                                                                                              |                        |                  |
|    | |                         |                 |                                                                                              |                        |                  |
| 16 | Un Cœur voyageur | I Heart Mickey          | Ryan Gillis     | Darrick Bachman, Leanna Dindal, Ryan Gillis, Ricky Roxburgh, Paul Rudish                     | 11 août 2021           | 116              |
| 16 | Mickey offre un cœur à Minnie mais cette dernière l'égare et doit tout faire pour le récupérer. |                         |                 |                                                                                              |                        |                  |
|    | |                         |                 |                                                                                              |                        |                  |
| 17 | Un Trésor inestimable | Untold Treasures        | Eddie Trigueros | Darrick Bachman, Leanna Dindal, Kristen Morrison, Paul Rudish, Eddie Trigueros               | 18 août 2021           | 117              |
| 17 | Le captaine Pat Jambe de Bois part avec son équipage à la recherche d'un trésor qu'il veut garder pour lui. Les membres de l'équipage, Mickey et Minnie vont voler la carte pour distribuer le trésor à tous les membres et pour cela, ils devront collaborer.       |                         |                 |                                                                                              |                        |                  |
|    | |                         |                 |                                                                                              |                        |                  |
| 18 | Le Numéro de magie | Disappearing Act        | Mike Bell       | Darrick Bachman, Mike Bell, Leanna Dindal, Brianne Drouhard, Paul Rudish                     | 18 août 2021           | 118              |
| 18 | Après avoir regardé un spectacle de magie, Mickey rêve d'être magicien; mais en testant ses capacités de magie, il va faire disparaître accidentellement Minnie. |                         |                 |                                                                                              |                        |                  |
|    | |                         |                 |                                                                                              |                        |                  |
| 19 | La Pomme empoisonnée | Once Upon an Apple      | Eddie Trigueros | Darrick Bachman, Leanna Dindal, Kristen Morrison, Paul Rudish, Eddie Trigueros               | 25 août 2021           | 119              |
| 19 | Alors que Mickey est en quête de faire sourire tout le monde, il se retrouve face a une difficulté, faire sourire la méchante sorcière, partie livrer des pommes empoisonnées à la plus belle du pays.                                                               |                         |                 |                                                                                              |                        |                  |
|    | |                         |                 |                                                                                              |                        |                  |
| 20 | La Soirée jeu | Game Night              | Jason Reicher   | Darrick Bachman, Tara Billinger, Leanna Dindal, Kristen Morrison, Jason Reicher, Paul Rudish | 25 août 2021           | 120              |
| 20 | Pour sa soirée jeu de société, Mickey décide de "pimenter" la partie, ce qui va mettre en danger ses amis. |                         |                 |                                                                                              |                        |                  |
|    | |                         |                 |                                                                                              |                        |                  |

### Saison 2 (2022)
| № | Titre français | Titre original                       | Réalisation                                                       | Scénario | Date diffusion Disney+ | Code production. |
| - | --- | ------------------------------------ | ----------------------------------------------------------------- | --- | ---------------------- | ---------------- |
| 1 | L’Hiver merveilleux de Mickey | The Wonderful Winter of Mickey Mouse | Ryan Gillis, William Reiss et Eddie Trigueros                     | Darrick Bachman, Stevie Borbolla, Ryan Gillis, Kristen Morrison, William Reiss, Ricky Roxburgh, Paul Rudish, Eddie Trigueros                             | 18 février 2022        | 201              |
| 1 | L'épisode est composé de trois histoires. Dans la première, après avoir créé un flocon de neige, Mickey n'a pas le choix de détruire sa création surdimensionnée avant qu'elle ne détruise la ville. Dans la deuxième histoire, Mickey, Donald et Dingo se trouvent coincé dans une station à la montagne, bloqué par la neige. Dingo développe une claustrophobie et tous les trois doivent trouver un moyen de sortir au risque de mourir de froid. Dans la troisième histoire, Mickey et Minnie font du patin à glace sans se faire renverser par des obstacles et en particulier Dingo pour pouvoir divertir leur public. |                                      |                                                                   | |                        |                  |
|   | |                                      |                                                                   | |                        |                  |
| 2 | Le Printemps merveilleux de Mickey | The Wonderful Spring of Mickey Mouse | Karl Hardika, William Reiss et Eddie Trigueros                    | Darrick Bachman, Stevie Borbolla, Karl Hardika, Nick Lauer, Kristen Morrison, William Reiss, Ricky Roxburgh, Paul Rudish, Eddie Trigueros                | 25 mars 2022           | 202              |
| 2 | L'épisode est composé de trois histoires. Dans la première histoire, au début du printemps quand arrive le soleil, trois bourgeons (Mickey, Minnie et Daisy), une grappe de raisin (Donald) et une chenille (Dingo) tentent de profiter des rayons du soleil. Mais ce dernier se met à jouer de la batterie avec les nuages provoquant l'orage qui les empêche d'approcher. Dans la deuxième histoire, Mickey et Minnie s'occupent de leur jardin avec amour sans remarquer qu'ils envoient tout un nuage de pollen à leurs voisins. Dans la dernière histoire, Minnie décide d'aider Mickey au nettoyage de printemps de sa maison. Mais ce dernier est très réticent à l'idée de se séparer de tous les objets qu'il a accumulé. |                                      |                                                                   | |                        |                  |
|   | |                                      |                                                                   | |                        |                  |
| 3 | L’Été merveilleux de Mickey | The Wonderful Summer of Mickey Mouse | Karl Hardika, Kristen Morrison , Jason Reicher et Eddie Trigueros | Darrick Bachman, Stevie Borbolla, Karl Hardika, Nick Lauer, Kristen Morrison, Jason Reicher, William Reiss, Ricky Roxburgh, Paul Rudish, Eddie Trigueros | 8 juillet 2022         | 203              |
| 3 | En voulant arriver à l'heure, Mickey, Minnie, Dingo, Donald et Daisy détruisent le spectacle de feux d'artifice d'été. Le maire, en colère, leur demande à chacun des explications. |                                      |                                                                   | |                        |                  |
|   | |                                      |                                                                   | |                        |                  |
| 4 | L’Automne merveilleux de Mickey | The Wonderful Autumn of Mickey Mouse | Karl Hadrika, William Reiss et Eddie Trigueros                    | Darrick Bachman, Stevie Borbolla, Karl Hadrika, Nick Lauer, Kristen Morrison, Jason Reicher, William Reiss, Ricky Roxburgh, Paul Rudish, Eddie Trigueros | 18 novembre 2022       | 204              |
| 4 | Après avoir héritié de la ferme familiale, il découvre que son ancêtre est détesté et est connu comme le pire fermier dans le village du coin. Bien qu'il découvre que la ferme est délabrée, Mickey est déterminé à redorer le blason de sa famille en la reprenant et en cultivant des citrouilles. |                                      |                                                                   | |                        |                  |
|   | |                                      |                                                                   | |                        |                  |

### Spécial (2023)
| № | Titre français | Titre original  | Réalisation     | Scénario                                                        | Date diffusion Disney+ | Code production. |
| - | --- | --------------- | --------------- | --------------------------------------------------------------- | ---------------------- | ---------------- |
| 1 | Steamboat Silly | Steamboat Silly | Eddie Trigueros | Darrick Bachman, Kristen Morrison, Paul Rudish, Eddie Trigueros | 28 juillet 2023        | 301              |
| 1 | Alors que Minnie, Dingo, Donald et Daisy pensaient être invité chez Mickey pour une soirée cinéma, ce dernier en profite pour leur montrer les souvenirs de sa carrière. Il en profite également pour diffusé le film Steamboat Willie mais la pellicule va sauter et libérer pleins de Mickey qui vont rendre la ville chaotique. |                 |                 |                                                                 |                        |                  |
|   | |                 |                 |                                                                 |                        |                  |

## Réception
Common Sense Media évalue la série en donnant 3 étoiles sur 5. L'organisation déclare  : « Les personnages sont placés dans différents scénarios loufoques d'un épisode à l'autre et jouent des versions d'eux-mêmes en gardant leurs relations et leurs personnalités habituels. Des ennemis familiers arrivent sur scène pour causer des problèmes, mais les dégâts sont rapidement réparés et les accidents représentent rarement un préjudice réaliste ».